# Liste der Kulturdenkmäler in Hamburg-Ochsenwerder
Die Liste der Kulturdenkmäler in Hamburg-Ochsenwerder enthält die in der Denkmalliste ausgewiesenen Denkmäler auf dem Gebiet des Stadtteils Ochsenwerder der Freien und Hansestadt Hamburg.
Basis ist der Datensatz Denkmalliste Hamburg auf dem Transparenzportal Hamburg. Dieser enthält alle Objekte, die rechtskräftig nach dem Hamburger Denkmalschutzgesetz vom 5. April 2013 unter Denkmalschutz stehen (§ 6 Abs. 1 DSchG HA) oder zumindest zeitweise standen. Die Denkmalliste steht auch als PDF-Dokument zur Verfügung. Alle Denkmäler in Ochsenwerder, die schon nach dem Denkmalschutzgesetz vom 3. Dezember 1973, zuletzt geändert am 27. November 2007, unter Denkmalschutz standen, sind auch auf der Liste der Kulturdenkmäler im Hamburger Bezirk Bergedorf zu finden.

## Legende
- ID: Gibt die vom Denkmalschutzamt Hamburg vergebene Objekt-ID (Identifikationsnummer) des Kulturdenkmals an, (in Klammern gegebenenfalls die Denkmalnummer nach altem Denkmalschutzgesetz).
- Adresse: Nennt den Straßennamen und, wenn vorhanden, die Hausnummer des Kulturdenkmals. Die Grundsortierung der Liste erfolgt nach dieser Adresse.
- Art: Zeigt an, ob es ein Objekt („O“) oder ein Ensemble („E“) ist.
- Datierung: Gibt die Datierung an; das Jahr der Fertigstellung bzw. den Zeitraum der Errichtung.
- Ensemble: Gibt die Nummer des Ensembles an, zu der das Objekt gehört, bzw. bei Ensembles die Nummer des Ensembles selbst.

Hinweis: Die Grundsortierung der Liste erfolgt nach der Adresse und ist alternativ nach ID, Art (Objekt oder Ensemble), Typ, Datierung, Entwurf oder Kurzbeschreibung sortierbar.

| ID           | Adresse                                                      | Art | Typ                                           | Kurzbeschreibung                                                                                        | Datierung                | Entwurf         | Ensemble | Bild           |
| ------------ | ------------------------------------------------------------ | --- | --------------------------------------------- | --- | ------------------------ | --------------- | -------- | -------------- |
| 31127        | Alter Kirchdeich 5, 8, o.Nr., bei Nr. 5 (Lage)               | E   |                                               | Kirche St. Pankratius in Ochsenwerder Alter Kirchdeich mit Umgebung                                     |                          |                 | 31127    | weitere Bilder |
| 27655 (53)   | Alter Kirchdeich 5 (Lage)                                    | O   | Kirche                                        | St. Pankratius-Kirche Ochsenwerder                                                                      | 1673/74; 1740            | Philipp, H.     | 31127    |                |
| 27657 (70)   | Alter Kirchdeich 8 (Lage)                                    | O   | Pastorat                                      | | 1634; 1742; 20. Jh.      |                 | 31127    |                |
| 27638        | Alter Kirchdeich auf dem Friedhof (Lage)                     | O   | Denkmal                                       | | 1921                     |                 |          | weitere Bilder |
| 27639        | Alter Kirchdeich auf dem Friedhof (Lage)                     | O   | Denkmal                                       | | 20. Jh.                  |                 |          | weitere Bilder |
| 29792        | Alter Kirchdeich auf dem Friedhof (Lage)                     | O   | Kriegerdenkmal (Kriegerdenkmal 1870/71); Baum | Alter Kirchdeich o.Nr., Kriegerdenkmal 1870/71 und Eiche auf dem Friedhof bei der Kirche St. Pankratius | 1872; 1896–1913          |                 |          | weitere Bilder |
| 27654        | Alter Kirchdeich bei Nr. 5 (Lage)                            | O   | Friedhof                                      | Friedhof an der Kirche St. Pankratius in Ochsenwerder                                                   | 13. Jh., 1. Hälfte; 1908 |                 | 31127    | weitere Bilder |
| 27653        | Alter Kirchdeich o.Nr. (Lage)                                | O   | Brack                                         | | 17. Jh., ab              |                 | 31127    |                |
| 27651        | Dorferbogen 31 (Lage)                                        | O   | Wohnhaus                                      | | 1911                     |                 |          |                |
| 27635        | Durchdeich an der Nordwestecke des Grundstücks Nr. 47 (Lage) | O   | Grenzstein                                    | | 19. Jh., vermutl.        |                 |          | BW             |
| 27644        | Elversweg 74 (Lage)                                          | O   | Wohnhaus                                      | | 1910                     |                 |          |                |
| 27650        | Elversweg o.Nr. (Lage)                                       | O   | Denkmal                                       | Gedenkstein für den Anschluss an Hamburg                                                                | 1898                     |                 |          | weitere Bilder |
| 29791        | Gauerter Hauptdeich 91 (Lage)                                | O   | Hofanlage (Wohnwirtschaftsgebäude; Windbäume) | Gauerter Hauptdeich 91, Hofanlage mit Wohnwirtschaftsgebäude und Windbäumen                             | 1877                     |                 |          | BW             |
| 27648        | Gauerter Hauptdeich 105 (Lage)                               | O   | Wohnwirtschaftsgebäude                        | | 1872                     |                 |          | BW             |
| 27641        | Graumanntwiete 5 (Lage)                                      | O   | Schulgebäude                                  | | 1908                     | Schwers, August |          | weitere Bilder |
| 27646        | Ochsenwerder Elbdeich 44 (Lage)                              | O   | Wohnhaus                                      | | 19. Jh.                  |                 |          | BW             |
| 27645        | Ochsenwerder Elbdeich 222 (Lage)                             | O   | Wohnhaus                                      | | 19. Jh.                  |                 |          | BW             |
| 27649        | Ochsenwerder Elbdeich 251 (Lage)                             | O   | Schulgebäude                                  | Schule Hohedeich, heute Wohnhaus                                                                        | 1882                     |                 |          | weitere Bilder |
| 27647        | Ochsenwerder Kirchendeich o.Nr. (Lage)                       | O   | Denkmal                                       | Denkmal für die 700-Jahr-Feier von Ochsenwerder                                                         | 20. Jh., 2. Hälfte       |                 |          | weitere Bilder |
| 27637 (1498) | Ochsenwerder Landscheideweg gegenüber von Nr. 214/216 (Lage) | O   | Grenzstein                                    | | 19. Jh., vermutl.        |                 |          | BW             |
| 27643        | Ochsenwerder Norderdeich 44 (Lage)                           | O   | Wohnwirtschaftsgebäude                        | | 1875, um                 |                 |          | BW             |
| 27642 (595)  | Ochsenwerder Norderdeich 178 (Lage)                          | O   | Kate                                          | | 1800, um                 |                 |          | BW             |
| 27640        | Ochsenwerder Norderdeich 210 (Lage)                          | O   | Schulgebäude                                  | Schule Norderdeich                                                                                      | 1885                     |                 |          | weitere Bilder |
| 27636        | Oortkatenweg 81 (Lage)                                       | O   | Bahnhofsgebäude                               | | 1923, um                 |                 |          |                |